# Graeme Le Saux
Graeme Pierre Le Saux (ur. 17 października 1968 na Jersey), piłkarz angielski grający na pozycji lewego obrońcy lub pomocnika.

## Kariera klubowa

### Początki i pobyt w Chelsea
Le Saux pochodzi z wyspy Jersey należącej do archipelagu Wysp Normandzkich. Piłkarską karierę rozpoczął w małym klubie St Paul's of Jersey, a w 1987 roku w wieku 19 lat wyjechał do Londynu i podjął treningi w Chelsea. Młody Graeme został wypatrzony przez menedżera klubu Johna Hollinsa na jednym z lokalnych turniejów na wyspie. Le Saux powoli wprowadzano do drużyny, a szansę debiutu w Second Division otrzymał 13 maja 1989 roku w wygranym 3:2 meczu z Portsmouth. Był to jego jedyny mecz w tamtym sezonie i miał niewielki udział w awansie Chelsea do First Division. W sezonie 1989/1990 Graeme wystąpił już w 7 spotkaniach i zdobył swojego pierwszego gola w profesjonalnych rozgrywkach. Jednak już w sezonie 1990/1991 menedżer zespołu Bobby Campbell zaczął pewnie stawiać na Graeme i ten rozegrał już 28 ligowych meczów, w których zdobył 4 gole. W kolejnym sezonie Le Saux grał niemal we wszystkich ligowych meczach „The Blues”, a w Chelsea spędził również rundę jesienną sezonu 1992/1993, jednak podczas meczu z Southampton podczas zmiany rzucił koszulką w menedżera Iana Porterfielda i pewnym było, że odejdzie z klubu.
W trakcie pobytu w stołecznym klubie padł ofiarą nagonki ze strony kolegów co ujął w swojej autobiografii. Jego nietypowe hobby takie jak kolekcjonowanie antyków oraz niechęć do uczestniczenia w imprezach zakrapianych alkoholem sprawiły, że w środowisku piłkarskim przyklejono mu łatkę geja, mimo iż w rzeczywistości nigdy nie miał homoseksualnych skłonności. W związku z tym podczas meczów Ligi Angielskiej był bardzo często obrażany przez piłkarzy drużyny przeciwnika. W konsekwencji tego stawał się bohaterem bójek z innymi zawodnikami. Między innymi z Paulem Incem i Davidem Beckhamem.

### Transfer do Blackburn Rovers
W marcu 1993 Le Saux za 700 tysięcy funtów przeszedł do Blackburn Rovers. Był wówczas częścią planu transferowego szefa klubu Jacka Walkera i menedżera Kenny'ego Dalglisha. W Rovers zadebiutował 3 kwietnia w wygranym 4:1 spotkaniu z Liverpoolem. Drużyna z takimi zawodnikami jak Alan Shearer, Chris Sutton, Tim Flowers czy Henning Berg stała się jedną z najsilniejszych ekip w Anglii i już pod koniec sezonu 1992/1993 zajęła 4. miejsce w Premiership. W sezonie 1993/1994 Blackburn zostało już wicemistrzem kraju przegrywając jedynie z Manchesterem United, a rok później Le Saux z klubowymi kolegami sięgnął po mistrzowski tytuł. W obu sezonach pojawiał się niemal w każdym meczu na boisku i pauzował tylko z powodu kartek.
W sezonie 1995/1996 Le Saux wystąpił z Blackburn w rozgrywkach Ligi Mistrzów. Angielski zespół okazał się jednak słabszy zarówno od Spartaka Moskwa, Legii Warszawa i Rosenborga Trondheim i zajął ostatnią pozycję w grupie. Le Saux został zapamiętany również z powodu bójki z klubowym kolegą Davidem Batty podczas meczu ze Spartakiem. W drugiej połowie sezonu doznał kontuzji kostki i opuścił resztę sezonu. W części sezonu 1996/1997 Le Saux także nie grał z powodu kontuzji, tym razem stopy i po sezonie poprosił prezydenta klubu o wystawienie na listę transferową. W Blackburn przez 5,5 roku rozegrał 127 meczów i zdobył 7 goli.

### Powrót do Chelsea
W sierpniu 1997 Le Saux wrócił do Chelsea. Stołeczny klub zapłacił za niego sumę 5 milionów euro i Graeme stał się tym samym najdroższym obrońcą na Wyspach. W drużynie prowadzonej przez Ruuda Gullita stworzył się silny kadrowo zespół z takimi zawodnikami jak Ed de Goey, Frank Leboeuf, Dan Petrescu, Tore Andre Flo czy Gianluca Vialli. Z Chelsea wywalczył zarówno Puchar Ligi Angielskiej oraz Puchar Zdobywców Pucharów – nie wystąpił w wygranym 1:0 finale z VfB Stuttgart. W lidze natomiast zajęła 4. pozycję. Latem natomiast zdobył Superpuchar Europy. W sezonie 1998/1999 Chelsea z Le Saux zagrała jeszcze lepiej i zakończyła rozgrywki na 3. pozycji, dzięki czemu w kolejnym po raz pierwszy w swojej historii wystąpiła w Lidze Mistrzów i dotarła do ćwierćfinału. Jednak już w sierpniowym spotkaniu Premiership z Leicester City doznał kontuzji, która na tyle doskwierała mu przez cały sezon, że rozegrał zaledwie 8 meczów ligowych i 5 pucharowych. Nie wystąpił również w wygranym finale Pucharu Anglii z Aston Villą.
Latem 2000 nowy menedżer Claudio Ranieri na skutek absencji Dennisa Wise'a mianował Le Saux kapitanem drużyny. W trzeciej kolejce ligowej, w meczu z Sunderlandem otrzymał czerwoną kartkę za atak na Kevina Kilbane'a (kolejną w karierze), a do tego doznał kolejnej kontuzji i nie grał aż do stycznia 2001. Po powrocie z powrotem wskoczył do wyjściowej jedenastki i pomógł jej w zajęciu 6. miejsca, premiowanego startem w Pucharze UEFA. Sezon 2001/2002 był jego jednym z najlepszych w historii występów w Chelsea. Został przesunięty z defensywy do pomocy i grając na tej pozycji zaliczył dużą liczbę asyst. Dotarł z kolegami do finału krajowego pucharu, ale jego zdobywcą okazał się Arsenal, który pokonał rywali 2:0. W Chelsea Le Saux wystąpił także w sezonie 2002/2003 i zajął z nią 4. pozycję w lidze. Łącznie rozegrał w niej 210 ligowych spotkań, w których 12 razy trafił do siatki rywali.

### Southampton
Latem 2003 roku Le Saux wziął udział w transakcji pomiędzy Chelsea a Southamptonem. Został wymieniony przez londyński klub na Wayne'a Bridge'a. W Southampton zadebiutował 16 sierpnia w zremisowanym 2:2 meczu z Leicester City. Jednak z powodu wieku i przebytych wcześniej kontuzji grał już mniej. W sezonie 2003/2004 wystąpił w 19 spotkaniach Premiership, a z Southampton zajął 12. miejsce. Natomiast w kolejnym, 2004/2005 zagrał 25 razy i strzelił 1 bramkę, a po sezonie zdecydował się zakończyć piłkarską karierę. Liczył sobie wówczas niespełna 37 lat.

### Kariera w liczbach
| Sezon   | Klub                  | Kraj   | Rozgrywki                               | Mecze | Bramki |
| ------- | --------------------- | ------ | --------------------------------------- | ----- | ------ |
| 1987/88 | Chelsea F.C.          | Anglia | Second Division                         | 0     | 0      |
| 1988/89 | Chelsea F.C.          | Anglia | Second Division                         | 1     | 0      |
| 1989/90 | Chelsea F.C.          | Anglia | First Division                          | 7     | 1      |
| 1990/91 | Chelsea F.C.          | Anglia | First Division                          | 28    | 4      |
| 1991/92 | Chelsea F.C.          | Anglia | First Division                          | 40    | 3      |
| 1992/93 | Chelsea F.C.          | Anglia | Premier League                          | 14    | 0      |
| 1992/93 | Blackburn Rovers F.C. | Anglia | Premier League                          | 9     | 0      |
| 1993/94 | Blackburn Rovers F.C. | Anglia | Premier League                          | 41    | 2      |
| 1994/95 | Blackburn Rovers F.C. | Anglia | Premier League                          | 39    | 3      |
| 1995/96 | Blackburn Rovers F.C. | Anglia | Premier League                          | 14    | 1      |
| 1996/97 | Blackburn Rovers F.C. | Anglia | Premier League                          | 26    | 1      |
| 1997/98 | Chelsea F.C.          | Anglia | Premier League                          | 26    | 1      |
| 1998/99 | Chelsea F.C.          | Anglia | Premier League                          | 31    | 0      |
| 1999/00 | Chelsea F.C.          | Anglia | Premier League                          | 8     | 0      |
| 2000/01 | Chelsea F.C.          | Anglia | Premier League                          | 20    | 0      |
| 2001/02 | Chelsea F.C.          | Anglia | Premier League                          | 27    | 1      |
| 2002/03 | Chelsea F.C.          | Anglia | Premier League                          | 28    | 2      |
| 2003/04 | Southampton F.C.      | Anglia | Premier League                          | 19    | 0      |
| 2004/05 | Southampton F.C.      | Anglia | Premier League                          | 25    | 1      |
|         |                       |        | Łącznie w First Division/Premier League | 402   | 20     |

## Kariera reprezentacyjna
W reprezentacji Anglii Le Saux zadebiutował za kadencji selekcjonera Terry'ego Venablesa, 9 marca 1994 w wygranym 1:0 wyjazdowym towarzyskim meczu z Danią. W 1996 roku był bliski powołania do kadry na Mistrzostwa Europy, których gospodarzem była Anglia, jednak nie zdołał na czas wykurować kontuzji kostki.
W 1998 roku Le Saux znalazł się w 22-osobowej kadrze na Mistrzostwa Świata we Francji. Selekcjoner Glenn Hoddle postawił na niego i Graeme był podporą defensywy Albionu. Wystąpił w trzech grupowych meczach: wygranym 2:0 z Tunezją, przegranym 1:2 z Rumunią oraz wygranym 2:0 z Kolumbią. Z Anglią awansował do 1/8 finału, jednak w meczu z Argentyną został zmieniony w 71. minucie przez Garetha Southgate'a, a Anglicy przegrali ten mecz po serii rzutów karnych.
Le Saux występował także w kwalifikacjach do Euro 2000 jednak nie pojechał na turniej z powodu kontuzji. Swój ostatni mecz w kadrze rozegrał 7 października 2000 w pierwszym eliminacyjnym spotkaniu do MŚ 2002 z Niemcami przegranym 0:1. Po tym meczu trener Anglii Kevin Keegan podał się do dymisji, zastąpił go Sven Goran Eriksson, który nie powołał Le Saux ani razu. Łącznie w reprezentacji wystąpił w 36 meczach i zdobył 1 gola. Była to honorowa bramka dla Anglii w przegranym 1:3 towarzyskim meczu z Brazylią i została uznana za jedną z kilkunastu najpiękniejszych bramek w historii reprezentacji Anglii.

## Po zakończeniu kariery
Po zakończeniu kariery Le Saux pracował jako ekspert dla stacji BBC w programach Match of the Day and BBC Radio 5 Live. 31 marca 2006 przestał pracować dla BBC, a mecze Mistrzostw Świata w Niemczech komentował już Mark Lawrenson.
W 2006 roku Le Saux dołączył do drużyny banku ABN AMRO, w której pełni rolę Ambasadora w Dziale Sportu. Jest też jednym z kilku angielskich piłkarzy, mogącym się pochwalić tytułem magistra (ukończył studia na Uniwersytecie Kingston).

## Sukcesy
- Mistrzostwo Anglii: 1995 z Blackburn
- Wicemistrzostwo Anglii: 1994 z Blackburn
- Puchar Zdobywców Pucharów: 1998 z Chelsea
- Superpuchar Europy: 1998 z Chelsea
- Puchar Anglii: 2000 z Chelsea
- Udział w MŚ: 1998